# Olympische Sommerspiele 1984/Teilnehmer (Mauritius)
| Gelbes Symbol für Goldmedaillen mit stilisierten Olympischen Ringen | Graues Symbol für Silbermedaillen mit stilisierten Olympischen Ringen | Braundes Symbol für Bronzemedaillen mit stilisierten Olympischen Ringen |
| ------------------------------------------------------------------- | --------------------------------------------------------------------- | ----------------------------------------------------------------------- |
| —                                                                   | —                                                                     | —                                                                       |

Mauritius nahm an den Olympischen Sommerspielen 1984 in Los Angeles, USA, mit einer Delegation von vier Sportlern (drei Männer und eine Frau) teil. Es war die erste Teilnahme an Olympischen Spielen für Mauritius.

## Teilnehmer nach Sportarten

### Leichtathletik
- Daniel André
100 Meter: Vorläufe
200 Meter: Vorläufe
400 Meter: Vorläufe

- Dominique Béchard
Diskuswerfen: 18. Platz in der Qualifikation
Hammerwerfen: Kein gültiger Versuch

- Vivian Coralie
Zehnkampf: 25. Platz

- Christine Béchard
Frauen, Diskuswerfen: 17. Platz in der Qualifikation